# Wally West
Wallace Rudolph "Wally" West è un personaggio dei fumetti statunitensi creato da John Broome e Carmine Infantino, pubblicato dalla DC Comics.
Debutta nella pagine dei fumetti come Kid Flash, la "spalla" adolescente di Flash. È uno dei membri fondatori dei Giovani Titani di cui fa parte sino alla morte di Barry Allen avvenuta in Crisi sulle Terre infinite. Da quel momento il giovane Wally raccoglie l'eredità dello zio Barry e diviene il nuovo "velocista scarlatto".
Così come gli altri Flash hanno fatto parte della Justice Society of America o della Justice League of America, con un ruolo spesso preminente all'interno del gruppo, anche Wally non è da meno e si è unito alla Justice League, a fianco di Superman e Batman. Per un certo periodo Flash ha fatto parte sia della JLA che dei New Titans, accanto agli amici di sempre Dick Grayson (Robin/Nightwing), Roy Harper (Speedy/Arsenale) e Garth (Aqualad/Tempest).
Il sito web IGN ha inserito Wally West all'ottava posizione nella classifica dei cento maggiori eroi della storia dei fumetti, dopo Hal Jordan e prima di Hulk.

## Biografia del personaggio
Wally West è il nipote di Iris West, moglie di Barry Allen, l'alter ego del velocista scarlatto di Central City, Flash. Cresciuto a Keystone City, aveva un pessimo rapporto col burbero padre, Rudolph, e per questo motivo, appena possibile, andava a trovare l'amata zia Iris.
Un giorno suo zio Barry gli "presentò" Flash, il suo eroe preferito: proprio mentre questi gli raccontava dell'incredibile incidente che gli aveva donato i suoi poteri, per un'incredibile coincidenza un fulmine colpì lo scaffale pieno di sostanze chimiche e, ripetendosi il medesimo incidente che aveva donato ad Allen i suoi poteri, anche Wally acquisì la capacità di correre alla velocità della luce.
Wally ha affiancato per anni, nei panni di Kid Flash, suo zio ed è stato uno dei fondatori dei Giovani Titani, assieme a Robin (Dick Grayson) e Aqualad. Wally si accorse che più usava la sua velocità, più il suo corpo invecchiava velocemente.
Dopo gli eventi di Crisi sulle Terre infinite, Barry Allen sacrificò la sua vita per fermare l'Anti-Monitor e salvare la terra, e Wally decise di onorarlo indossandone il costume. Durante la battaglia, inoltre, un colpo di anti-materia pose fine al suo problema con la velocità e l'invecchiamento.
Contrariamente a suo zio, Wally non mantenne segreta la propria identità, divenendo un supereroe dall'identità nota al pubblico ed ebbe diverse avventure dove in una vinse alla lotteria diventando un ricco playboy. Tuttavia finì per perdere quasi tutti i suoi soldi poco dopo ritornando a una vita più stabile.
Per un certo periodo la supervelocità di Wally si ridimensionò parecchio (scendendo alla velocità del suono) e, dopo lo sforzo, Wally doveva mangiare enormi quantità di cibo per riequilibrare il proprio metabolismo iper-accelerato: anche in queste condizioni Wally riuscì a battere Superman in una gara di velocità a cui i due eroi parteciparono per mettere fine alla follia di Mister Mxyzptlk: in quell'occasione Wally dimostrò al mondo intero di essere senza ombra di dubbio l'uomo più veloce della Terra. Durante lo scontro con l'Anti-Flash (Eobard Thawne), si scoprì che Wally si era autoimposto un blocco mentale perché dentro di sé non si sentiva all'altezza di Barry; per battere l'avversario sbloccò però il suo vero potenziale guadagnando delle nuove abilità.
In seguito Wally venne a contatto con la Forza della velocità un'energia extra-dimensionale dalla quale attingono i propri superpoteri tutti i super-velocisti della DC, tranne Jay Garrick, tornando a correre alla velocità della luce.
Dopo alcuni anni trascorsi passando di fidanzata in fidanzata, Wally si è sposato con la giornalista Linda Park, che gli ha dato due gemelli, Iris e Jai. Si ritrovò a scontrarsi con il nuovo Zoom (Hunter Zolomon) e più volte con i Nemici.
Alla fine della miniserie Crisi infinita, Wally e la sua famiglia rimasero bloccati in una realtà alternativa mentre il suo posto come Flash veniva preso da Bart Allen. Dopo la morte di Bart, Wally e la sua famiglia tornarono nella storia The Lightning Saga anche se i figli erano cresciuti di qualche anno. Wally, dopo aver dato all'assassino di Bart una lezione, dovette decidere tra i suoi impegni nella Lega o i suoi due figli che avevano acquisito poteri da velocista e perciò necessitavano della sua supervisione; scelse la famiglia. Più tardì poté riabbracciare Barry, tornato in vita durante Crisi finale.
Wally e Barry combatterono insieme agli altri velocisti e la Justice League contro Nekron e le sue lanterne nere ne La notte più profonda.

### Nuovi 52
Nel nuovo universo, Barry è l'unico Flash esistente sin dall'inizio e Wally inizialmente non appare. In questa nuova linea temporale appare un altro Wally West, anche lui nipote di Iris West, ma le sue origini e il suo look birazziale lo definiscono come un nuovo personaggio, che non ha niente a che vedere con il "vecchio" Wally. Successivamente questo nuovo Wally diverrà a tutti gli effetti il nuovo Kid Flash, dopo aver ottenuto i poteri da un incidente causato dagli accoliti di Eobard Thawne, AntiFlash, e assumerà tale identità indossando il tipico costume da aiutante del velocista scarlatto (in Rinascita).

### Rinascita
Durante Rinascita, Wally West fa la sua ricomparsa riuscendo ad evadere, grazie all'aiuto di Barry, dalla Forza della velocità. Wally cambia il suo look passando da una tuta gialla, tipica del Kid Flash (indossata poi dal nuovo Wally West afroamericano), ad una rosso porpora. In seguito riprende la sua attività da supereroe aiutando Flash (Barry Allen) e combattendo a fianco dei Titani.

#### Flash War
Con la Flash War, in Italia La Guerra Dei Flash, Wally, ora Flash, viene a conoscenza dell'esistenza dei suoi figli Iris e Jay West, i quali sembrano essere scomparsi dopo il Flashpoint. Hunter Zolomon, ovvero Zoom, è colui che dà questa notizia a Flash, e lo convince che i suoi figli siano rimasti intrappolati nella Forza della velocità, e che l'unico modo per liberarli sia rompere la barriera di forza, ovvero creare una breccia nella forza della velocità per permettere loro di uscire. Wally, disperato e dilaniato dai ricordi perduti dei suoi figli, inizia a correre nell'intento di creare questa breccia e liberare Iris e Jay. Barry Allen, l'altro Flash, mentore di Wally, tenta di fermarlo insieme ad Iris, Kid Flash e Comandante Cold, una versione di Capitan Cold proveniente dal XXV secolo mandato proprio da Zoom per arrestare Iris West, tecnicamente colpevole della morte di Eoboard Thawne all'interno del museo di Flash del futuro. Nel frattempo, tuttavia, proprio mentre nel presente Barry parte all'inseguimento di Wally, Hunter cambia significativamente il passato, cancellando il futuro nel quale si trovano ancora Iris, Kid Flash e Cold. Durante l'inseguimento, nel quale Barry vuole fermare Wally dallo smembrare la forza della velocità senza conoscerne le conseguenze mentre Wally diventa sempre più veloce, i membri della Justice League provano a fermare i Flash; tuttavia, i due sono talmente veloci che nemmeno Superman riesce lontanamente a raggiungerli. A questo punto, Wally raggiunge uno stato di velocità nel quale lui diventa un essere fatto di energia pura, superando nettamente Barry e dimostrandosi definitivamente il Flash più veloce. Wally riesce finalmente nel suo intento: rompe la barriera di forza, solo per poi scoprire amaramente che Zoom gli aveva mentito: non ha liberato i suoi figli, ma ha liberato due forze di cui non si conosceva l'esistenza: la forza della saggezza e la forza della resistenza. Riuscendo a controllare queste due forze, Zoom indossa il primissimo costume di Flash e mette in ginocchio Wally e Barry. Attraverso un ricordo della sua vita passata, però, Wally scopre che Hunter ne rimane ferito, provenendo anche lui dal mondo pre-Flashpoint. Usando questo asso nella manica, i due Flash inseguono Zoom in una corsa disperata fino a raggiungere l'Ipertempo, finché Wally riesce a tagliare la strada a Zoom e sconfiggerlo apparentemente con i suoi ricordi. Automaticamente, i due Flash escono dall'Ipertempo e tornano sulla Terra. Wally, visibilmente affranto poiché hanno perso Zoom, comincia a correre per tutto il mondo senza fermarsi, alla ricerca frenetica dei suoi figli, convinto che Zoom li abbia nascosti da qualche parte. Non riuscendo a trovarli, Wally si arrende, si riappacifica definitivamente con Barry e viene portato da Superman e Wonder Woman al Sanctuary, il luogo in cui un computer terapeuta aiuta i super esseri a superare traumi di qualunque genere. Iris, Kid Flash e Cold riescono a tornare al presente, e al museo dei Flash vengono erette due statue, raffiguranti i due uomini più veloci del mondo: i Flash

#### Eroi in Crisi e Flash Forward
Dopo tre settimane di permanenza al Sanctuary, Wally, a causa di un attacco di panico, ucciderà gran parte dei residenti, ma con l'aiuto di Harley Quinn, Booster Gold, Barbara Gordon, Blue Beatle e una versione futura di se stesso deciderà di costituirsi. Verrà quindi portato al carcere di massima sicurezza di Blackgate, ove resterà fino a quando non sarà liberato da Tempus Fuginaut, un'entità cosmica che afferma di aver bisogno di Wally West, l'uomo più veloce del multiverso, per distruggere un mondo del Multiverso Oscuro che minaccia di infettare tutto il Multiverso. Wally ovviamente accetterà l'incarico e quindi verrà investito del potere di potersi spostare tra le terre per poterle liberare dalla materia oscura. Alla fine del suo viaggio Wally arriverà nella Terra da cui parte la materia oscura, scoprirà quindi che quella Terra è stata creata dai suoi incubi più profondi e che è abitata dai suoi due figli, dovrà quindi fare una scelta: salvare il Multiverso sedendosi sulla Sedia di Mobius e perdendo la sua umanità o vivere per sempre in quella Terra con i suoi figli lasciando il Multiverso al suo destino. Ovviamente Wally sceglierà di salvare il multiverso ma solo a una condizione: Tempus dovrà portare in salvo i suoi figli, Tempus accetta e manda Jai e Iris su Terra 0 da Linda Park, che al contatto con i figli si ricorda di tutto ciò che aveva vissuto con Wally prima del Flashpoint. Nel frattempo Wally, investito non solo dal potere della sedia, ma anche da quello di Dottor Manhattan, riesce a vedere tutte le modifiche che l'universo ha subito, e decide quindi di mettere a posto le cose modificando il multiverso, ma si accorge di una falla: il Batman Che Ride sta corrompendo il multiverso, e Wally afferma di doverlo fermare.

## Poteri ed abilità
Essendo stato sottoposto allo stesso incidente di suo zio, Wally ha acquisito una connessione alla Forza della velocità, che gli conferisce la capacità di correre sia a velocità supersonica che a una velocità che supera nove volte quella della luce (con la quale può anche viaggiare nel tempo), dei super riflessi e un'aura che protegge lui e i suoi vestiti dalla frizione dell'aria. La sua abilità gli consente inoltre di velocizzare i processi di guarigione del proprio corpo, i suoi riflessi, ed anche i suoi processi mentali.
Quando Wally sferra un pugno mentre va a velocità della luce la velocità si trasforma in massa, permettendogli di sferrare un pugno di massa infinita che di conseguenza provoca un danno infinito. Roteando il braccio a super-velocità può creare una corrente d'aria molto forte, quando gira in tondo riesce a creare un tornado.
Durante il periodo subito dopo la morte di Barry Allen i suoi poteri scesero alla velocità del suono perché la paura di sostituire suo zio in modo che la gente lo dimenticasse lo "frenava", ma grazie all'aiuto di Max Mercury riuscì a superarla arrivando a correre alla velocità della luce. Inoltre è in grado di vibrare a una frequenza che gli permette di passare attraverso oggetti, anche se il suo controllo su questa abilità è minore di quella di suo zio. Wally è anche in grado di controllare la Forza della velocità stessa usandola per produrre costrutti come armature. Può anche usare il prestito e furto della velocità assorbendo la loro energia cinetica diventando più veloce o dare la sua ad altre persone e oggetti. Può accelerare il proprio fattore di guarigione o quello altrui senza invecchiare.
Wally ha dimostrato di riuscire tranquillamente a superare addirittura la velocità superluminali, cioè superiori alla velocità della luce e quindi correre a una velocità warp. Però quando Wally raggiunge questa velocità, il rischio di alterare la realtà è troppo elevata e quindi si "limita" a quella della luce.
Durante il periodo nei New Titans, Wally ha chiesto a Dick Grayson di addestrarlo nel combattimento corpo a corpo, conseguendo ottimi risultati nel giro di pochissimo tempo.
Dopo gli eventi di Flash Forward Wally siederà sulla Sedia di Mobius ricevendo l'onniscienza multiversale e i poteri del Dottor Manhattan.

## Altre versioni
- Nel crossover Marvel contro DC, Wally affronta il velocista della Marvel Quicksilver in una gara di velocità e in un corpo a corpo, riuscendolo a sconfiggere facilmente in entrambe.

## Altri media

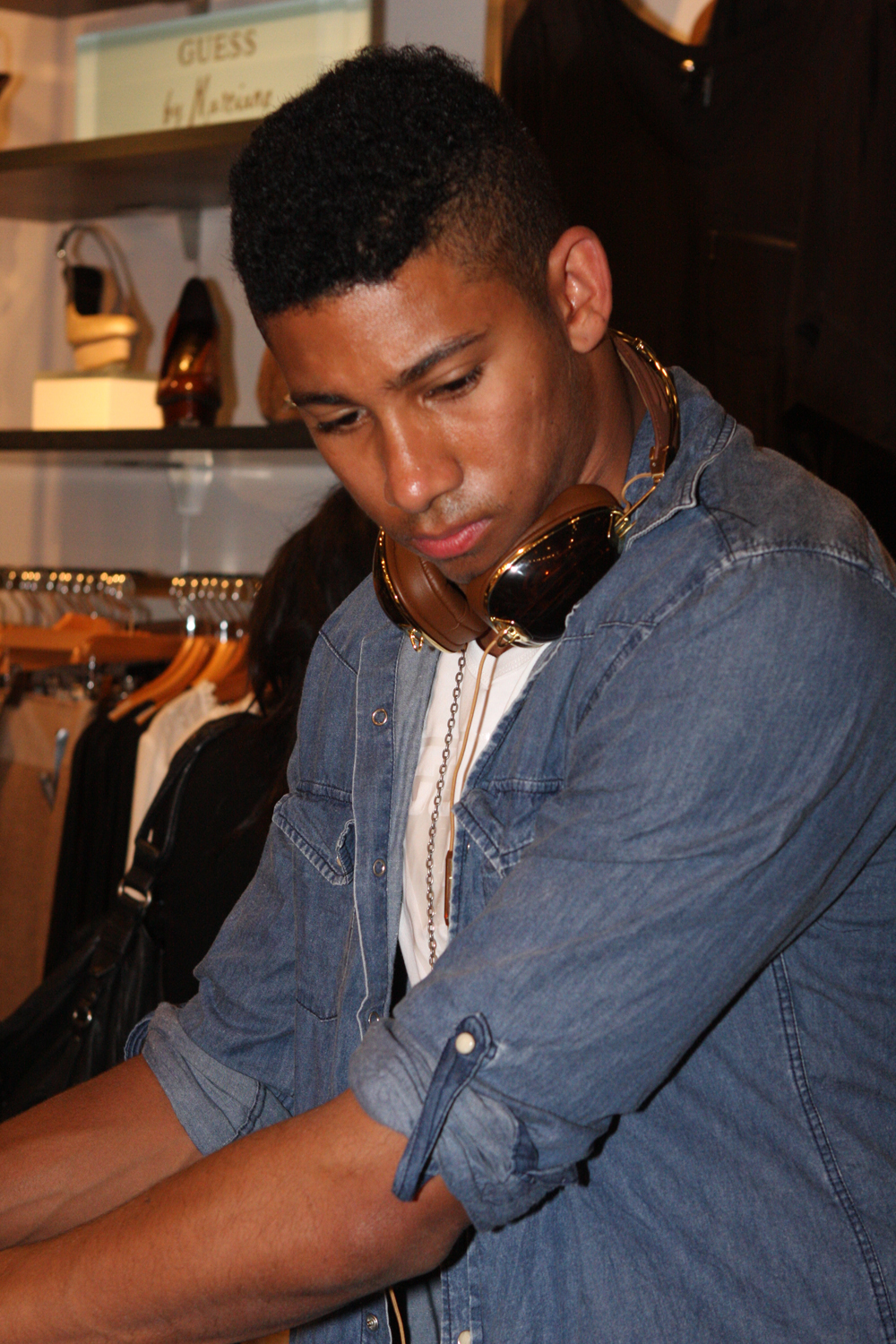
Keiynan Lonsdale interpreta Wally West in The Flash

- Wally West appare nella serie TV The Flash, interpretato da Keiynan Lonsdale. Diversamente dal fumetto, dove lui è il nipote di Iris West, nella serie televisiva Wally è il fratello minore di Iris. Nei fumetti il fratello minore di Iris si chiama Daniel, nel The New 52, e riveste i panni dell'Anti-Flash, la nemesi di Flash, dotato anche lui di super velocità.
- Nei panni di Kid Flash, Wally è apparso nel crossover Teen Titans/X-Men.
- Durante Marvel vs. DC Wally si batte col velocista della Marvel Comics Quicksilver.
- Nell'universo Amalgam Wally viene fuso col personaggio di Ghost Rider (Danny Ketch) creando Kid Demon, sidekick di Speed Demon (Flash/Barry Allen più Ghost/Johnny Blaze).
- Wally è uno dei personaggi principali nei primi due capitoli di Vendicatori/JLA.
- In Kingdom Come Wally West si è evoluto in un Flash dalle sembianze divine. Tutte le sue abilità sono costantemente attive e ormai viene percepito come un moto sfumato che emana un bagliore rosso mentre piccoli fulmini lo circondano. È sempre in diversi luoghi contemporaneamente, e passa da un piano della realtà a un altro, sempre un gradino sopra le possibilità umane. Il suo elmetto è un tributo al primo Flash, Jay Garrick.
- Wally West appare come protagonista nella prima stagione di Young Justice, e come personaggio ricorrente nelle altre stagioni. In questa serie Wally ha un buon rapporto col padre ed è rappresentato con comportamenti più giocosi e ironici. Ha una storia d’amore con Artemis, che viene interrotta dalla sua tragica morte, dovuta alla troppa energia assorbita mentre salvava il mondo con lo zio (Barry Allen) e Impulso, il nipote di Barry proveniente dal futuro.